# クロスボーン・ガンダム
クロスボーン・ガンダム (CROSSBONE GUNDAM) は、「ガンダムシリーズ」に登場する架空の兵器。有人操縦式の人型機動兵器「モビルスーツ（MS）」のひとつで「ガンダムタイプ」に分類される機体。初出は1994年の漫画『機動戦士クロスボーン・ガンダム』。

## 設定概要
劇場用アニメ『機動戦士ガンダムF91』の主役機「ガンダムF91」と同じくサナリィ製F9シリーズの試作機。
クロスボーン・バンガードへの協力を決定したサナリィが、地球外の惑星宙域への本格的な進出を前提として開発した機体である。主として木星圏での運用を念頭に置いた開発がなされており、高い推進力・耐放射線性や近接戦闘に耐えうる頑強な機体構造を兼ね備えている。事実上地球圏で開発された初の外惑星対応型MSである。
なお、クロスボーン・ガンダムは実戦データ収集を目的とするサナリィから補給を条件に海賊軍に配備されたものである。そのため機体・装備共に様々な実験を兼ねている事から、機体ごとの相違が見受けられディテールが安定しない。ザンバスターやABCマントをはじめとする大半の武装は試作品であり、標準武装はバルカン砲、ビーム・サーベル、ヒート・ダガー等である。また頭部の髑髏レリーフなど中世の海賊を思わせる意匠や装飾は海賊軍によって施されたものである。
いずれの機体も物語の進行によって大小の改修が施されていき、続編作品にも登場するX1は特にバリエーションが多い。『機動戦士クロスボーン・ガンダム ゴースト』では、本来のX3に相当する4機目のクロスボーン・ガンダム「X-0」が登場する。更にシリーズの長期連載に伴い新たな機体が登場し、製造元もサナリィから木星側へと移行している。
当記事では、これらバリエーションも含め簡易生産型である「フリント」の解説も行う。

## クロスボーン・ガンダムX1
クロスボーン・ガンダム1番機。型式番号は製造元を隠蔽するために「XM-X1」となっている。サナリィにおける型式番号は「F97」。
主人公側の勢力である宇宙海賊「クロスボーン・バンガード」の所属機で、機体色は白と濃紺。メインパイロットはキンケドゥ・ナウ（その正体は『F91』の主人公シーブック・アノーである）。
運用側のクロスボーン・バンガードでは、統率者ベラ・ロナの「敵パイロットを極力殺傷しない」と云うポリシーや、U.C.0133年時の対MS戦におけるビーム・シールドの普及から遠距離攻撃では効果が低いとの考えのもと、接近戦を重視した設計・調整が行われ、武装も接近戦に比重を置いたものとなっている。
機動特性、武装の特殊性などから、乗り手を選ぶ機体となっており、（他のMSと同様に）真価を発揮するのはパイロットの技量次第である。

### 機体構造
頭部
放熱の為の頭部マスクの展開機構が組み込まれている。同系列の機体であるガンダムF91と同様に本機でもフェイスカバーを解放した強制排熱が行われるが、最大出力稼動時のみだったF91とは違い、本機の場合は通常稼働時でも行われる。
これは接近戦重視の運用を考慮し機体装甲が厚く、近接戦闘時のウィークポイントとなるダクト類を最低限に抑えたことにより機体温度が上昇しやすい事から、強制排熱が必要となる場合がある為である。
本機のフェイスオープンはマスクのスリット部分から下顎が大きく開き、エアダクトが露出する構造(他の同型機も同様)となっており、機体制御の補助のために搭載されたバイオコンピューターにも必須の機能となっている。
ツインアイ付近には精密射撃用補助デバイスが格納されており、使用の際には右目側にスライドしてセットされる（後年の機体であるV2ガンダムにもロング・レンジ・アダプターという酷似の装備がある。但し此方は左目）。
推進器
開発において、高重力下の木星圏に対応するには大出力推進器の装備が必要不可欠となったが、機体各部に姿勢制御用のバーニアを配置する従来型の設計では、機体の大型化は避けられず、更に大型のバーニアが必要になるという機体→バーニア→機体→…という悪循環が生じてしまうことが判明した。この問題の解決策として、機体背部に大型の可動式スラスターを配置し、これを利用して必要に応じて推進ベクトルを変更することで姿勢制御を行うとする設計を立案・採用された。この可動式スラスターは、鹵獲・回収されたビギナシリーズのフィン・ノズルや、ベルガシリーズのシェルフ・ノズルの技術をサナリィが取り入れ、それを独自に発展させたものである。これらにより、機体サイズ・重量に影響なく高機動化を実現した。その結果、木星の高重力に対応している事から容易に1G以上の重力の影響を振り切ることができ、地球大気圏内ではスラスターの推力のみでの単体飛行を可能としている。
コア・ファイター
本機では、コクピット部分が分離して脱出ポッド兼用の軽戦闘機「コア・ファイター」となるコア・ブロック・システムを導入している。ドッキング方式は、クラスターガンダム (F90IIIY) と同様のホリゾンタル・イン・ザ・ボディ方式を採用。
前述の大型可動式スラスターは、コア・ファイターのメインスラスターであり、ドッキングする事でクロスボーン・ガンダムのメインスラスターとして機能する。この、木星圏でのMS運用を考慮したスラスターを装備する本機コア・ファイターの推進力は、単なる軽戦闘機のものとしては破格なまでに強大であるが、このスラスターの持つ特性（AMBAC作動肢としての利用が可能）と相まって、宇宙戦闘機としては、速度・運動性共に非常に高い性能を持つ。対して、地球大気圏内においては、強大な推力に任せての飛行こそ可能であるが、航空力学を考慮していないその形状から、速度はともかく、運動性は全く期待できない。
また、コア・ファイター機体下面にシザース・アームが装備されており、単純な貨物運搬も可能である。
コクピット
コクピットはコア・ブロックのスペースの制約から一般的な全天周囲モニターやリニアシートは採用せず、固定式のシートに衝撃によって形状を変化しエアバッグとして機能するシートベルト「エアベルト」を搭載し、キャノピーに投影する擬似的な周囲モニターを採用している。これらは後のU.C.0150年代のMSに通じるコクピットデザインであり、特にVガンダムのコクピットに類似している。
装飾
本機デザインの特徴の一つである、頭部の髑髏レリーフ等は、クロスボーン・バンガード側によって施されたものである。

### 武装・装備
ザンバスター
いわゆるビーム・ライフル。
また、先込め単発式のグレネード・ランチャーとしての機能も持ち、核弾頭を含む各種弾頭の射出が可能。
更に、ビームピストル「バスター・ガン」、粒子加速式ビーム・サーベル「ビーム・ザンバー」の2種類の武器に分離するマルチプル・ウェポンでもある。
分離時は腰部両側面のウェポンマウント右側にバスター・ガン、左側にビーム・ザンバーを携行。(後述)
ザンバスターおよびバスター・ガン共に射撃用兵装としては標準的な性能であり、海賊軍の接近戦重視の戦闘思想から、主機能はビーム・ザンバーにある。
名称は『無敵超人ザンボット3』に登場する主役メカ・ザンボット3の武装「ザンボットバスター」に由来する。
バスター・ガン
ザンバスターの照準器・銃身・フォアグリップを構成するビーム・ピストル。形状は海賊のイメージにふさわしく古式拳銃に似るが、トリガーガード様のパーツはない。
分離形態であるだけに、威力はザンバスターより劣る。
ビーム・ザンバー
ザンバスターのグリップおよび銃床を構成する粒子加速式ビーム・サーベル。「ザンバー」の名前の由来は「斬馬刀」から。バスター・ガンと同じく、その形状は海賊を連想させるカットラスに似る。
高出力のビームの粒子を縦方向に加速してさらに威力を高めている。その切れ味は抜群に鋭く、通常のMSが装備するビーム・シールドやビーム・サーベルごと、敵機を斬り裂くことのできる威力を持つ。
原作ではビーム刃の形状が両刃になっているが、他作品ではよりカットラスに近い片刃になっている。
グレネード弾
MSが扱う通常のグレネード弾である。ザンバスターの銃口にはめ込み、その後に発射する。
核弾頭グレネード弾
本装備品ではなく奪取した核弾頭を小型化した上で、ザンバスターで射出できるよう規格化したもの。木星帝国との決戦時に使用され、構造上の弱点に撃ち込む事で木星帝国の巨大母艦ジュピトリス9を破壊した。

ビーム・サーベル（ビーム・バルカン、ビーム・ガン）
コア・ファイターの機首部ビーム・ガンを、そのままビーム・サーベルとして転用している。
左右肩部（コクピット上部両側面）に各1基ずつ、合計2基が装備されている。
本機の手に持たせることでビーム・サーベルとして機能するが、装備状態のままビーム・ガンとしての使用も可能である。劇中ではビームとビーム・バルカンの撃ち分けをしている。
ブランド・マーカー（ビーム・シールド）
X字状に配置された4本のスリットから発振されるビームで、四角錐状のビーム刃を形成するビーム発振器。
両腕前腕上部上面に各1基ずつ、合計2基が装備されている。
通常、ビーム発振部を拳の前に回し、メリケンサックのように敵をそのまま殴りつける攻撃方法が採られるが、発振部を定位置に固定したまま、裏拳のような攻撃を行うこともできる。
また、ビームの展開方法を変更することで、ビーム・シールドとしても使用できる。シールドは組み合わせたビーム刃の先端から展開するため、ビーム発振部を露出させることなくシールドを展開させられる。
本装備基部は、F91同様に稼働状態を保ったまま機体から分離させることも可能。作中、キンケドゥはこれを利用し、ハリソン専用F91から放たれたヴェスバーのビームを、分離させた2基のビーム・シールドとビーム・ザンバーを組み合わせることで、ほぼ相殺した（だが、メインカメラは少なからぬダメージを受けた）。
シザー・アンカー
左右腰部前面装甲がそれぞれ変形し、敵を捕獲・拘束するシザース（ハサミ）となる。
また、基部にはチェーンおよびウィンチが装備されており、シザースを射出することで離れた場所の敵に対しても使用可能。
そのほかにも作中では、投げた武器を掴む、足場に打ち込み機体を固定する、など様々な使い方をされている。
ヒート・ダガー
脚部スラスターで発生した余熱により刀身を赤熱化させ対象を溶断する、小型の実体剣。
左右脚部の内部に各1本ずつ、合計2本が装備されている。
通常使用時は人間で言うところのふくらはぎの部分から柄を持って取り出すが、緊急時や奇襲攻撃の際には足の裏、土踏まずの部分から高速で射出する事もできる。
また、刃の部分だけ足の裏から出した状態で、敵を蹴りつけるようにして攻撃することも可能。
形状的にはハンドガード付きのサバイバルナイフもしくはバヨネットに似る。
バルカン砲
両側頭部に各1門ずつ、合計2門が装備されている。肩部のビームバルカンとの同時発射も可能。
口径は不明。
腰部ハードポイント
腰部両側面に配置され、ザンバスターの非使用時にはバスター・ガンを右腰に、ビーム・ザンバーを左腰にマウントする。クロスボーン・ガンダム本体から直接エネルギーを供給することも可能である。F90の様なハードポイントとは違い、ハードポイントと接続パーツとの接続部分ではない部分が回転軸なために、接続パーツの部分に実質負担がかからない設計になっている。VガンダムやV2ガンダムの腰部ハードポイントと類似した形状である。
A.B.C.マント (Anti Beam Coating Mantle)
対ビーム兵器用追加装甲。
巨大な布状をしており、いわゆるマントとして装備する事で、本機のほぼ全身を覆うことができる。耐ビームコートが施されており、ビームが当たると表面が蒸発する事で被弾を防ぐ。
同一箇所へのビーム耐弾性能は平均で5発とされているまた、隠密性の向上とシールドエネルギーを消費しないので機体の稼働時間を伸ばす事が出来る利点がある。本装備装着時にはX字の背部メインスラスターはマントの内側に折り畳まれて収納されているため、外から見ると象徴的なX字のシルエットは消えている。なお、一部の作品ではX字の背部メインスラスターがマントの外に露出している。
本装備は必ずしもクロスボーン・ガンダムの専用装備という訳ではなく、クロスボーン・バンガードのゾンド・ゲーにも使用されていた。ただしゾンド・ゲーの場合は背部メインスラスターとの干渉により全身に装備することができず、腰部から脚部へかけてスカート状に装備し、部分的な増加装甲としての使用に留まっている。
作者によると、ケレン味の付与とMSの前面を隠して作画を省くために考案したとのこと。
大型追加ブースター
航続距離を伸ばす目的で装備される追加ブースターで、MSの全長と同等の大きさがある。X字スラスターに連結して使用される。
ビリー
オウム型の小型偵察メカ。
サイコミュ式小型偵察機であり、クロスボーン・バンガードのエビル・Sの偵察ポッドから着想し開発された。ビリーは本機の肩につかまる様に装備される。サイコミュでコントロールされる為ファンネルの様に機敏かつ長距離で運用出来るのが最大の利点だが、サイコミュコントロール自体に難点があり操作にはパイロットに極度の集中を生じるため負担も大きく一機動かすのがやっとである。これはファンネルやビットと言ったニュータイプ兵器が廃れていく時代背景もありサナリィもサイコミュに対するノウハウなく作られた実験兵器である為である。その為か数回運用したぐらいで倉庫で眠ってる。もとはメカらしいデザインだったがクロスボーン・ガンダムにドクロのレリーフを着けたことを制作者が聞きつけたことにより海賊には鳥と言うようにデザインを変更している。
計6機生産され当初から爆弾に換装してミサイルとしての運用も想定していたが投入する局面も難しくコストも合わないため生産は中止しその中の最後の一機を木星戦役後の新生クロスボーンバンガードであるブラックロー運送に格安で譲渡されるも、運用する局面がなく再び倉庫で眠らすことになる。劇中では未登場。
ビリーはMETAL BUILDシリーズにて監修した作者の長谷川裕一により追加した新装備であり、後に『DUST』に逆輸入され登場する。倉庫で眠っていたビリーの偵察ユニットを爆弾に換装し、X13に装備されサイコミュ式ミサイルとして運用された。
その他
『鋼鉄の7人』にてバイオコンピューターが搭載されていることが明かされている。劇中はオリジナルのF91の様に稼働している場面が無い為、量産型F91と同様にパイロットの補助をするシステムとして作用していると思われる。
劇中の活躍
木星における実戦テストのため、X2と共に秘密裏に宇宙海賊クロスボーン・バンガードに供与され、主にキンケドゥ・ナウが搭乗した。
死の旋風隊との戦闘で中破し修理を兼ねて改修され、木星帝国側に寝返ったザビーネ・シャルのX2と交戦。本機は頭部を破壊された上にコクピットブロックを貫かれ、大気圏へと落下。しかしキンケドゥは機体が破損している上、自身も瀕死の重傷を負っているにもかかわらずブランド・マーカー（ビーム・シールド）を用いて奇跡的とも言える大気圏突入を成功させる。
史上初めてビーム・シールドによる大気圏の突入を果たしたMSとなった同機は再度修復され、重傷から復帰したキンケドゥと共に地球圏での木星帝国との最終決戦で活躍する。
木星戦役後はトビアとベルナデットに託され、新たに胸にドクロのレリーフを施される。合法的に解決できない問題やコロニー間騒乱の場などに現れ戦い、その姿を見たコロニー市民や地球連邦軍兵士からは、胸のドクロレリーフから「スカルハート」と呼ばれるようになる。
その後、『鋼鉄の7人』で新生木星帝国との戦いに投入され、海賊軍唯一の稼働戦力として活躍する。そして、「神の雷計画」阻止のため海賊軍に呼応した木星帝国残党や連邦軍人を加えた混成戦力の中核となった。最後は幾多の犠牲を払ってシンヴァツ破壊に成功するも爆発の余波を受け機体は溶解、放棄された。

### クロスボーン・ガンダムX1改
シザー・アンカー2基の代わりにスクリュー・ウェッブを2本装備するX1の改修機体である。
便宜上「改」と名づけているが、X1自体の変更は腰部スカートのみで、実質的には武装を変更しただけの機体である。なお、これ以降のX1のバリエーションもX1本体の性能向上は行われておらず（少なくとも劇中ではそのような描写はない）装備の追加、変更による強化にとどまっている。
後腰部の左右のアーマーにスクリュー・ウェッブのグリップが格納され鞭の部分を引き出して使用する。鞭の収納にはシザーアンカーの鎖を収納していたスペースを用いているためにシザーアンカーは使用できなくなっている。
スクリュー・ウェッブ
ドリル状の先端を高速回転させる事で貫通能力を高めた鞭。腰部後面装甲内部にそれぞれ1基ずつ計2基装備している。死の旋風隊所属のMS、クァバーゼの武器、スネークハンドに対抗するため、マザー・バンガードの技師長によって考案・作成された。「接近戦における武器のリーチが足りないなら、よりリーチが長い武器を装備すれば良い」という単純かつ明確な発想によるものである。性能はスネークハンドには遠く及ばないものの、リーチの面から同装備に対する牽制では充分役立つ武装であり、最終的には前述の技師長の言の通り僅かなリーチの差が功を奏し、クァバーゼの撃破に至っている。また、耐ビーム・コーティングが成されているのかスネークハンド先端に発生していたビーム・ソーに触れても切断されなかった。

### クロスボーン・ガンダムX1改・改（スカルハート）
『スカルハート』に登場。木星戦役後、キンケドゥからトビアへ譲り渡されたX1改に、更に改修を施した機体。
“スカルハート”というのは胸にドクロのレリーフをつけたガンダムを見た民間人が誰ともなしに呼んだ通称。合法的手段では解決できない問題がコロニー間に発生した際、どこからともなく現れ戦う。普段は上半身に外装をかぶせて、ブラックロー運送所属の作業用MSに偽装されている。
胸部のクロスボーン・バンガードの紋章は消され、X3と同様のドクロのレリーフが付けられた。しかし、ガトリング砲は装備されていない。さらに前腰部右アーマーにシザー・アンカーを、後腰部左側にスクリュー・ウェッブを装備した。
初出は長谷川裕一の個人サークル「スタジオ秘密基地」が2000年12月に発行した同人誌『長谷川裕一ひとりスーパーロボット大戦 大外伝1』。なお、こちらではスクリュー・ウェッブが後腰部右側に、シザー・アンカーが前腰部左アーマーに装備されている。
ピーコック・スマッシャー
ボウガンのような形状の手持ちのビーム銃。通常型のビーム・ライフルに8機のビーム砲を装備した弓状部分を組み合わせてあり、9方向にビームを一斉発射することで広範囲の敵を攻撃する。
これはサナリィの純正装備ではなく、クロスボーン・バンガードがあり合わせのパーツで作り上げた急造品である。弓部分のビーム砲は何発か撃つと完全にエネルギー切れになり、パーツごと交換する必要がある。なお、ピーコックとは「孔雀」の意。

### クロスボーン・ガンダムX1パッチワーク
『鋼鉄の7人』に登場。月面での対コルニグス戦で中破したスカルハートをX3の予備パーツで修理・改修した機体。右肩、頭部とカラーリングを除けばほぼX3といっても過言ではない。なお機体名のパッチワークは、X1とX3のパーツ構成がさながら「つぎはぎ状態」になっていることに由来。
また、新たな武装として地球連邦軍のMSが装備しているアンカーシールドをハリソンから拝借する形で貰い、パッチワークの左腕に装備している。
破壊された両腕部と胸部をX3の物に交換しており、ビーム・シールドおよびブランド・マーカーは使用できなくなった代わりにIフィールドが使用可能になり、胸部のドクロの目の部分に仕込まれたガトリング砲も使えるため戦力的には向上している。前腰部右アーマーにシザー・アンカーを1基、後腰部左側にスクリュー・ウェッブを1基装備したままである。
アンカーシールド
連邦軍のMSが使用する装備。釣り針の様なフックがワイヤーに繋がり伸縮自在に伸ばすことが出来る。また、盾の役割も出来るために実体弾を弾くことも可能だが、面積は小さい。腕部Iフィールド発生器のカバーの上に装着されるが、カバーの開閉を妨げることは無くIフィールドは問題なく使用できる。元々はスペースデブリの回収用にMSへ装着されることを目的にしているため、本来は作業用の装備であって戦闘用ではない。盾の部分もふいにデブリが衝突した際の防御に使用することを想定している。

### クロスボーン・ガンダムX1フルクロス
『鋼鉄の7人』に登場。「フルクロス」 (Full Cloth) と呼ばれる対ビーム防御用ユニットを装着した形態で、本編におけるX1の最終仕様。
グレートキャニオンでの戦闘で破損した腕部をフリントのパーツを利用して修復する際、フルクロスが装着されるとともにカラーリングはX1本来のものに戻された。胸部のガトリング砲を除けば、本体の機体仕様はパッチワーク以前に戻されている。またこの修理の際に残存する予備パーツを全て使用したため、事実上「最後のクロスボーン・ガンダム」となった。両腕はフリントのものが利用され、ブランド・マーカー兼ビーム・シールドに戻された。予備部品として残されていたX3用の腕部Iフィールドジェネレーター4基が改修され、フルクロスのスカルヘッドとして両肩の1つの部品へ使用されている。
X1は幾度もの戦いを経ているため、『鋼鉄の7人』作戦が実行された時点では新造されたフルクロス以外、傷だらけである。
手持ちの武器としてはスカルハートが使用したピーコック・スマッシャーと、X3が使用したムラマサ・ブラスターを装備する。
ムラマサ・ブラスター
X3が使用するものと同一の武装。詳しくはX3の節を参照。
フルクロス
スラスター内蔵の基本フレームと、ABCマントを積層化した特殊装甲、Iフィールドジェネレータ内蔵のショルダーアーマー・スカルヘッドユニットからなる追加装甲。少数で敵大群に切りこむという作戦コンセプトに合わせ、機動力を殺さずに耐久力を上げることを目的として設計された。
基本フレームに組み込まれたスラスターはそれ自体が爆発的な推力を生み出す高性能なもので、クロスボーン・ガンダム自体の推力も合わさり、重装備であるフルクロスを装備していても、他のMSとは比べものにならないスピードを得ている。作中でも、守りをフルクロス任せにしていたとは言え当時のMSの中でもトップクラスの機動力を持つディキトゥス相手に互角の戦いを演じている。
A.B.C.マントはその特殊性とコストを理由にサナリィからの供給が絶たれていたため残存した切れ端等を掻き集めたものが利用されているが、積層化したことと機能を分散させた構造によって耐弾性は向上した。
本ユニットは胴体と肩部に取り付ける形で装着され、腕部の武器の使用や背面のメインスラスターに支障が出ないよう可動軸や装着方法が配されている。ただし、胴体全面をほぼ覆った状態でも問題なく格闘戦が可能だったA.B.C.マントほどの柔軟性はなく、クロス前面のスリットから腕を出して射撃武器を使用することはできるが、本格的な格闘戦を行う際は腕部と干渉する部分を部分的にパージする仕様となっている。初期のプランでは、装甲内部に収納式のヒート・カッターを装備する予定だった。
『ゴースト』にて木星戦役時には既にフルクロスの原型が完成されており、クロスボーン・ガンダム3番機（X-0）共にマザー・バンガードに配備されるはずだったことが判明している。故にフルクロスは原型のデータを基に制作されたことになる。
スカルヘッド・ユニット
両肩部のアーマーを改造し、X3用の部品を流用したIフィールドジェネレーターを左右合計で4基内蔵したビーム防御装置。片側2基のジェネレーターと、歯のような形状の上腕部のプロテクターによって、頭蓋骨のような外観をしている。左右4基のIフィールドジェネレーターを交互に利用することで、エネルギーが続く限りという制約と防御範囲が狭くなるといった問題はあるものの、使い方次第でIフィールドを常時張り続けられる。シンヴァツからの脱出時における光のカリストとの戦闘中には、トビアがとっさの思いつきでナックルガードとしても使用している。このスカルヘッドをナックルガードに転用した打撃は、X1フルクロスが各種ゲーム作品に登場する際に攻撃方法として採用されているが、原作中ではIフィールドを利用して敵のビームアックスを相殺しつつ、ヘッドの下のブランド・マーカーを打ち込むための隠れ蓑として活用したもので、攻撃の際にスカルヘッドは消し飛んでおり、本来想定された使用方法ではない。

玩具展開
GUNDAM FIX FIGURATION（G.F.F.）とプラモデルのマスターグレード（MG）・ハイグレード、ROBOT魂が発売されている。
G.F.F.ではX3のコンバージョンとしてX1改・改とフル・クロスへの換装が可能なパーツが、MGでは漫画版をイメージした頭部が、ROBOT魂にはIフィールド発動をイメージしたエフェクトパーツがそれぞれ付属している。武装については、ROBOT魂はピーコック・スマッシャーやムラマサ・ブラスターが付属し、他2種はそれ以外にビーム・シールド用クリアパーツが付属している。
ROBOT魂やガンプラではフルクロスのほかにも、X1・X2改・X3が発売されている。

### クロスボーン・ガンダムX1ハーフクロス
漫画『機動戦士クロスボーン・ガンダム 最初のX（クロス）』に登場。
ハイ・ビーム・ブラスター
ムラマサ・ブラスターの試作品となる兵器で、右肩部の増設ジェネレーターへ本装備を直結させるケーブルがあり、シルエット的に後述のクロスボーン・ガンダムX1フルアーマーのムラマサ・ハイバスターを彷彿する武装である。出力はムラマサ・ブラスターを上回る。
ハーフクロス
前述のフルクロスと形状は同一だが原型であり無論フルクロスとして存在してるが、作中はザビーネが得意とするスラスターを集中した突きに対抗するためにキンケドゥは軽量も兼ねて左側のみ装備している。

### クロスボーン・ガンダムX1フルアーマー
長谷川裕一が独自に設定した非公式のX1フルアーマーバージョン。
X1改・改に、メカニックに転向したウモン・サモンを中心としたスタッフが、サナリィの純正品ではない独自に製造したパーツを装着させ、フルアーマー化したバージョン。通称『F装備』。左右の肩にジェネレーター付きアーマーを装備し、右手にジェネレーターと直結したサーベル兼ビーム砲のムラマサ・ハイバスターを持ち、左肩には肩から左腕全体をカバーするシールドと一体化した、大型のパイルバンカーを装着、膝にも同様の近接武器を装備、さらに頭部と胸に増設バルカン砲を装備し、フロントアーマーにはIフィールド発生装置を、そして後部アーマーにプロペラントタンクを装着している。本来は、装着したパーツを使い切ったものから次々と切り離し、本体を破損・消耗させないまま敵陣に突入させるというプランに基き製作されている。このバージョンは、同人誌『長谷川裕一ひとりスーパーロボット大戦 大外伝3』に登場する。本作中では、戦闘により本体装甲が損傷し、胸部のエネルギーチューブが断線し、それをアーマー部の回路をバイパスに使うことで補うという使い方をしているため、胸部アーマーが被弾し損傷すると機体が停止してしまうので、攻撃をすべて避けなければならず、武装は強化されたが、『追加装甲により、本体を破損・消耗させない』という本来の用途とは逆になってしまっている。
また、月刊ホビージャパン別冊『GUNDAM WEAPONS』にてマスターグレード クロスボーン・ガンダムX1 Ver.Kaを改修して造られた物が掲載されているが、前述の出自の事情により出典は明記されていない。

## クロスボーン・ガンダムX2
本機の型式番号はXM-X2となるが偽装である。メインパイロットは『F91』にも登場するザビーネ・シャル。
基本性能はX1と同一。機体色はかつての「黒の部隊（通称:ブラック・バンガード）」を彷彿させる黒。メインの武装がショット・ランサー、バスターランチャーとなっている。ブレードアンテナの形状が羽飾りのようなデザインになっているが、これはパイロット個人の趣味による。他にも頭部バルカン砲発射口とエアダクトのある頬部分のデザインが変更され、フェイスマスクの形状はへの字のスリットがない俗に言う「Z顔」になっている。しかし『機動戦士クロスボーン・ガンダム』の4話冒頭のバタラとの戦闘シーンでは、口にヘの字スリットが付いたX2も1コマながら確認できる。また、X1、X3に関しては頻繁にフェイスカバーオープンによる強制排熱を行う描写があるものの、X2の強制排熱の描写は本編中は1回のみ。フェイスカバーオープンした場合は登場するゲームの違いにより赤色や金色といった描写の違いがある。
ショット・ランサー
ベルガ・ギロスの所有するショット・ランサーと外見上は同じ。
バスターランチャー
名称以外の詳細は不明。デザイン等からガンダムF90IILタイプの武装であるロング・ライフルと似た形状をしている。クロスボーン・ガンダムの腰のハードポイントからもエネルギー供給して威力を上乗せしたビームを放つこともできる。
劇中の活躍
本機はX1と共に宇宙海賊クロスボーン・バンガードの主力として活躍していたが、パイロットのザビーネ・シャルはベラ・ロナを女王としたコスモ貴族主義の復活を目論んでいた。木星決戦後に機体共々木星帝国へ寝返り、以降木星帝国によって運用される事となる。

### クロスボーン・ガンダムX2改
型式番号XM-X2ex。
木星帝国からトビアが脱出する際にX2のコア・ファイターを奪取された為、機体に残されたデータと外部から推測された戦闘データを基に、木星帝国の技術で改修・復元した機体。サナリィに対して技術力が劣るため、背部のX字スラスターは推進力こそ変わらないが大型化し、コア・ブロック・システムも再現出来なかった。故にコア・ファイター換装システムも失われ、それによる脱出は不可能。
このとき木星帝国側に渡ったクロスボーン・ガンダムのデータは、後にアマクサや量産型クァバーゼの開発などに援用され、洗練された技術はコルニグスに応用される。U.C.0153年に存在する特殊部隊「サーカス」の「サウザンドカスタム」シリーズはクロスボーン・ガンダム同様の放熱機構を備えている。
木星帝国製バスターランチャー
木星帝国で製造されたバスターランチャー。後にザンスカール帝国が開発したザンネックの持つザンネックキャノンに酷似しており、木星帝国との技術的な繋がりを意識してのデザインとなっている。
劇中の活躍
X1改との激闘の末、一瞬の隙を突き大気圏に叩き落とすなどの戦果を上げるが、最終決戦で奇跡の復活を遂げたX1改とキンケドゥの前に完全に破壊される。
- X2が木星帝国に持ち込まれた際にはA.B.C.マントを装備していたが、木星帝国側X2改として戦闘する際にはA.B.C.マントを装備する事はなかった。

## クロスボーン・ガンダムX3
本機の型式番号はXM-X3であるがX1、X2同様偽装である。機体色は白と青。パイロットは主人公トビア・アロナクス。
本機は他の機体と比較して構造的な違いはほとんどないが、武装面でいくつかの新技術が取り入れられており、実験機としての特徴が色濃くなっている機体である。X1、X2との主な相違点は以下の通り。
- フェイスデザインの一部変更（幅広のV字アンテナと2本に増えた頬の赤いライン、及びスリットが塞がれ2段のシャッター状となっているフェイスマスク）
- 胸部前面装甲の強化、およびドクロ型レリーフの追加
- ザンバスターの代替武装としてムラマサ・ブラスターを装備
- ブランド・マーカー（ビーム・シールド）の撤去
- 両前腕部を新開発のIフィールド発生装置内蔵型に置換
- 胸部コクピットハッチ上部にガトリング砲2門（口径不明）を追加装備

また『ゴースト』連載以前はF97の3番機とされてきたが、『ゴースト』でのX-0の設定から本来の3号機ではなく、実験用の予備機だったことが判明した。X-0が行方不明になったことで繰り上がり、3号機として扱われることとなったのである。
武装
胸部ガトリング砲
胸部コクピットハッチ上部にガトリング砲2門がドクロ型レリーフの目の中に装備されている。
ムラマサ・ブラスター
剣状の本体の外縁部に沿って、小型ビーム・サーベル（ビーム・ザンバー）を合計14基並べた上、本体内部にブラスターガンを仕込んだ、接近戦・射撃戦の双方に対応したマルチウェポン。
X3腰部右側面のハードポイントに装着される。理論上はサナリィのハードポイントの性質上ハードポイントに装着したままでもビーム射出もでき、クロスボーン・ガンダム本体からのエネルギー供給による威力の上乗せも可能である。兵器の役割的には大型の射撃兵器を格闘戦時に強力な格闘兵器としての役割もできるように設計された。X2のバスターランチャーの上位互換の兵器を目指したものである。
本武装にはセーフティモードが設置されており、トビアがエオス・ニュクス号からX3を強奪した際にはこれを解除していなかった為ビームを発振させられず、そのままの状態で敵に叩きつけていた。
また、作中でトビアは本武装について「近くにあったものを適当に引っ掴んできた」と言及しており、そもそもX3用の武装であったのかどうかさえも不明である（X1の追加武装、X-0の追加武装という説もあり）。
ビーム・サーベル14基発生モード
特にビーム・サーベル14基発生させて使用した際の破壊力は非常に高く、既存のビーム・シールドはもとより防げるものはほとんど存在しない（作中では唯一、本機自身のIフィールド・ハンドならば防御可能）。
ロング・ビーム・サーベルモード
また、外縁部ビーム・サーベルの発振を止め、ビーム・ガンの砲口からビーム発振をする事で、通常サイズもしくはロング・ビーム・サーベルとして運用が可能。ゲーム『第2次スーパーロボット大戦α』では、さらにロング・ビーム・サーベルと外縁部ビーム・サーベル全てを発振させた木の葉状の刃を持つ巨大なビーム・サーベルとして運用しているが、原作では14基発生モードとロング・ビーム・サーベルモードのみ登場している（しかし、後に『鋼鉄の7人』に登場したX1フルクロスが光のカリストの搭乗するユーリスディス・シニストラ・ディキトゥスとの対決の際にビーム・サーベル全てを発振させた状態で使用している）。
ブラスターガンモード
ブラスターガンモードとしても強力なビームの威力を持ち、ザンバスターより強力なビームを放つ。ハードポイントに接続すればF9シリーズの性質上本体からのエネルギー供給が可能であるため、威力を上乗せしてF91のVSBR、ガンダムF90IIIY クラスターガンダムのメガビームバズーカやX2のバスターランチャーの様に強力なビームを理論上放てる。兵器の役割的には格闘戦時に格闘兵器としての役割も兼ねるX2のバスターランチャーの上位互換の兵器を目指したものである。
本武装は位置付けとしては、X1・X2で云うザンバスターの代替武装にあたるが、グレネード・ランチャーの機能を有していない。そのため、最終決戦において本機は、作戦の都合上、本武装は腰部ウェポンマウントに装着したままに、核弾頭装備のザンバスターを装備して作戦に臨んでいた。
ゲーム作品では各仕様により名称が区分され、『SDガンダム GGENERATION』シリーズでは、ビームを発振した状態（ビーム属性が付与されている作品もある）を「B・ムラマサ・ブラスター」としている。また、銃としては『SDガンダム GGENERATION』シリーズでは「ブラスターガン」、『第2次スーパーロボット大戦α』では「ムラマサ・ブラスター（射撃）」としている。なお砲口からビームをどのように放つのかは設定されておらず、原作でも表現は様々で明確ではない。

腕部Iフィールド発生装置
両前腕部に内蔵されたIフィールド発生装置。通称「Iフィールド・ハンド」。
高出力のビームを受けた場合に貫通される危険のあるビーム・シールドと異なり、Iフィールド展開中はビーム攻撃をほぼ無効化する事が可能である。
Iフィールドは掌から発生される為、使用時は手をかざす必要があり、また従来の様に機体全体を覆うのでなく、かざした範囲と効果は狭くシールド様に運用するのだが、その分出力が高くこれを活かして従来では効果を求められないビーム・サーベルなどの格闘戦用ビーム兵器を「掌で受け止めて防御」するという、本機ならではの対格闘戦防御オプションを採る事ができる（作中では、クァバーゼのビーム・ソーやエレゴレラが振るったムラマサ・ブラスターを受け止めており、さらに押し戻してみせた）。
しかし、Iフィールドの展開には片側105秒という制限時間があり、それを過ぎると冷却のために120秒間使用不能となる。つまり、左右2基合わせて210秒間はビーム攻撃に対して完全に無敵となるが、展開可能時間と冷却時間に差があるため、結果として冷却終了までの15秒間は、完全に無防備になってしまう。元々エース用に開発された機体であるため、開発側はこの点に関してあまり重要視していなかったようだが、パイロットのトビアは「実験機だからって無責任なものを」と憤慨していた。
『ゴースト』で明かされたフルクロスの設定から、元々はフルクロスの原型に組み込む為の小型Iフィールドジェネレーターの技術をMSに転用した実験兵装だと考えられ、制限時間などもその為だと思われる。
最終決戦仕様
X3が木星戦役時に木星帝国との最終決戦のために追加で装備をした姿。ザンバスターやブランド・マーカーが追加されている。
オプション型ブランド・マーカー
木星帝国との最終決戦において、クロスボーン・バンガードのメンバーは宇宙に出るために液体燃料ロケットでMSを打ち上げ、ビーム・シールドによって大気圏を突破するという作戦をとったが、 X3は前述のIフィールド発生装置装備に伴い、ブランド・マーカー（ビーム・シールド）は本機の基本装備から外されていた。そのためそれを補うために左腕部に外付けでブランド・マーカーを装備した（ブランド・マーカーのビーム・シールド非展開時に左腕のIフィールドが展開できるかは不明）。右腕にはオプション型ブランド・マーカーを装備していないので右腕のIフィールドは展開できる。
なお、作中ではビーム・シールドの機能は使用されていたが、ブランド・マーカーの機能は使用されていない。最終的にオプション型ブランド・マーカーは戦闘中に排除されている。
劇中の活躍
本機は劇中中盤に新たに補充された機体。受け渡しの際にトビアが乗り込むこととなってしまい、そのまま出撃。エレゴレラとの戦闘で小破した。
成り行きで実力不相応の機体を駆る事になったトビアだが、それが却って彼のニュータイプ能力の成長を促進する事となり、地球上では「死の旋風隊」の襲撃を受けるも2機を撃破、木星帝国との最終決戦でもカラスのノーティラスやクラックス・ドゥガチの最終MAディビニダドを撃破するなどの活躍をしている。
ドゥガチとの決戦の際は両手のIフィールドを最大出力で展開。大型メガ粒子砲を押さえ込んだまま、トビアはコア・ファイターで脱出し、本機は失われている。X3用の予備パーツはサナリィに残存していたために、後にX1改・改の修理用パーツとして利用された。

## クロスボーン・ガンダムX-0（クロスボーン・ガンダム ゴースト）
『ゴースト』に登場する、4機目のクロスボーン・ガンダム。本来は木星戦役時に「X-3」として、マザー・バンガードに送られるはずだったF97の3番機である。
原因不明の事故により搭載された輸送艦が破損し、20年間行方不明となり土星圏宙域を漂流していたところを、資源探査の名目で宙域を航行していた木星共和国のユピテル財団の探査船に発見され、クロスボーン・ガンダムに強い愛着を持つカーティス・ロスコの搭乗機となる。頭部と胸部のドクロ型レリーフは発見時には付いておらず、その後に追加されたものである（クロスボーン・バンガードの紋章が貼られていた箇所を置き換えている）。ロールアウトから30年が経過した宇宙世紀0153年においては、ジェネレーター出力はゾロアットと同程度、攻撃力も宇宙世紀0133年時程のアドバンテージは無く、総合性能ではむしろゾロアットが上回る、とされる。このため劇中では揶揄される発現もみられる。それでもなお、近接戦特化MSとして生み出されたその機動性は、宇宙世紀0153年でも一線級のレベルを保ってはいる。
また、コロニー間の都市伝説やローズマリー・スズキの著書「神の雷の真実」など断片的にしか情報がなかったためか、初登場シーンでサンドージュに搭乗したザンスカール兵にVガンダムと勘違いされている。
機体性能自体はX1〜X3と同じだが、この機体もX3ほどではないものの実験機としての色合いが強く、他の3機と同様にパーツの形状に違いがある。外見上は頭部アンテナや胸部排熱ダクトの形状が異なっており、排熱ダクトの変更は放熱を積極的に推進力に利用することを目的としていたが、目立った効果は出ていない。
『ゴースト（幽霊）』の名称は、17年前までに全機が失われ、「存在しないはずのクロスボーン・ガンダム」である本機にフォントが付けた「あだ名」である。従って彼以外の者は呼称せず（フォント自身も1度しか『ゴースト』と呼んでいない）、『X-0（エックスオー）』がマンサーナ・フロールでの正式コードとしてつけられている。銀色の塗装は隊長機としての意味合いをもつものであり、ベラ・ロナ専用機を想定したものとされる。
輸送艦から回収された後、盲目のカーティスが操縦するために、センサーで感知した周囲500m内の情報を立体音響に変換するシステムが追加されており、音声は主にイヤホンやヘッドホンで使用している。ただしデータのない機体などは警告音しか鳴らない。
またコクピットレイアウトは、木星では標準のレイアウトになっており、後の木星製のX-11~X-13も同様の仕様になっている。
バタフライバスター
X-0の主武装。名称は、その変形方法（後述）から連想される「バタフライナイフ（折り畳みナイフ）」をもじっている。形状は上下二連式ライフルに似る。
接近戦・射撃戦双方に対応できるマルチプル・ウェポンだが、ザンバスターとは違って分離ではなく、サーベルモードとガンモードにそれぞれ変形することで、戦況に対応する仕様となっている。出力そのものはザンバスターと同レベルであるが、U.C.0153年時では一般的なビーム・サーベルと同程度の威力である。劇中では主に2丁（2刀）で運用されているが、本来このような運用は想定されていない。
元々戦場での使い勝手を検証するための実験兵器であるため、オリジナルは全部で6丁（すでに内3丁をデスフィズに破壊されたため、残数は3丁）しか存在しないが、後にブラックロー運送が現物からリバースエンジニアリングして、最新技術で改良を施した「バタフライバスターB」が生産されている。
多目的攻撃兵装「クジャク」
地球圏での戦力不足を危惧したカーティスが、ブラックロー運送に1年前から開発を依頼していた新型兵器。
かつてクロスボーン・ガンダムが装備していたムラマサ・ブラスターとピーコックスマッシャーの機能を統合したマルチプルウエポンで、ムラマサ・ブラスターの機能を継承した剣型の「バスターモード」とピーコックスマッシャーの機能を継承した「スマッシャーモード」の2形態に変形する。側面に7対の計14基、先端には山形に3基のビーム発振部があり、「バスターモード」ではビーム・サーベル、「スマッシャーモード」ではビーム砲として機能する。この武装自体が内部に小型のジェネレーターを内蔵しており、MS本体の出力と合わせて通常兵器を凌駕するビーム圧を発揮する。製作費はこれ1つでMS1機分に相当するほど高額なものである。
なお、「クジャク」の名称は「ピーコック」を「ムラマサ」の語源である国の言葉に変換したものからとられている。

### クロスボーン・ガンダムX-0フルクロス
X1のものと同様の「フルクロス」をX-0に装備した形態。本来フルクロスの原型は木星戦役時にすでに完成しており、X-0とともに輸送艦に実験兵器として積まれていたものをカーティスらが回収し、調整の末にX-0に装備され、実戦投入された。装甲内のA.B.C.マントの数はX1に及ばないものの、X-0自体の耐ビーム・コーティングで防御力を補っている。さらに「鋼鉄の7人」作戦の際、近接戦闘時に一部装甲をパージしたことからかマント内壁に駆動フレームが組み込まれ、状況に応じて外装の展開が可能となっている。またゴーストガンダムやほかのMSと同様、コクピットを特殊な混合液で満たすことで、パイロットの負担を軽減しており、それまで実現できなかった機動性を実現している。

## フリント
型式番号はXM-10（クロスボーン・バンガード）、またはF97-E（サナリィ）。
クロスボーン・ガンダムの地球圏仕様で、木星圏での活動に必要な装備（耐放射線処置など）や仕様を省略・整理し、製造コストを下げて生産した機体。額部のV字アンテナ、シザーアンカーなどは省略されているが、コア・ファイターは引き続き搭載されている。また、背面部のフレキシブルスラストバインダーも受け継がれており、高い機動性を持つ機体となった。
サナリィはクロスボーン・ガンダムの木星圏における戦闘データを元にして作り上げたこの機体を「F97」として地球連邦軍に売り込む予定だったが、木星帝国との戦闘が地球圏に拡大したことで、海賊との関係が露見することを恐れたサナリィ上層部の判断で販売は中止となった。これにより膨大な開発投資額を回収できなくなり、その起死回生として開発されたのがF99（レコードブレイカー）である。F99は本体とフレームにF97（クロスボーン・ガンダムおよびフリント）のパーツを流用し75％が共通となっている。
武装
頭部バルカン×2
胸部バルカン×2
ビーム・サーベル（ビーム・ガン）×2
120mmマシンガン
ドラムロール型の弾倉を持つ。しかしドラムロール型の弾倉を横に寝かさず、縦に立てて配置している。
改良型ザンバスター
ビーム・ザンバーと砲身部分への分離ができるビーム・ライフル。劇中ではビーム・マシンガンのような軌跡でビームを放つ描かれ方とビーム・ライフルのような軌跡でビームを放つ描かれ方2つの種類で描かれている。
ビーム・ザンバー
クロスボーン・ガンダムのビーム・ザンバーと形は同じである。
改良型ザンバスターの砲身部分
クロスボーン・ガンダムのバスター・ガンのようにビーム・ガンになるかは不明。

ブランド・マーカー×2

劇中での活躍
作中では3機がまず実戦配備され、木星戦役末期に活躍している。木星戦役後は確認できるだけでも4機に増え、作業用MSに偽装されて使用されていたが、木星帝国残党のアマクサとの戦闘で3機が大破した。また、『鋼鉄の7人』ではサナリィ所属の機体も登場。主なパイロットはウモン・サモン、ヨナ、ジェラド。

## 木星共和国製クロスボーン・ガンダム
回収したX-0のデータを元にサナリィではなく木星共和国で再現したクロスボーン・ガンダムのコピー機体である。一世代前の高性能機でもあるクロスボーン・ガンダムは宇宙戦国時代により技術力の低下している現在でも比較的に生産が容易であるため、木星共和国の新たな戦力として開発されている。
ナンバリングを10番代から付け直されており（例えばX-11は11番目のクロスボーン・ガンダムではなく5体目のクロスボーン・ガンダムにあたる。）、型式番号も頭に木星製の「JMS」に割り振られている。
現状3機開発されており、可能な限り再現したX-11。木星独自の技術との折衷案として設計したX-12。更にコストダウンを計ったX-13である。
そしてX-13のデータを元にX-12を再設計したX-14を以て木星製クロスボーン・ガンダムの完成形となる計画だったのだが、カーティスの幽閉や地球圏の混乱から受ける経済の影響により計画は頓挫し凍結状態となっている。

### クロスボーン・ガンダムX-11
『X-11』に登場する、カーティス・ロスコ専用機。
X-0のデータから再現された機体の1号機であり、完全再現を目指して開発された機体である。後述のX-13以上に高コストであり、完成後は軍のMS試験場で1年ほど試験に供され、その後解体されていたが、カーティスによって持出・再組立された。コピー機体とはいえ、総合性能は原型機と同等。
X-0と同様に盲目のカーティスが操縦するために、センサーで感知した情報を立体音響に変換するシステムが追加されているほか、フォント・ボーの開発したサポートAI・ハロロをコピーした「ハロロロ」が搭載されている。ハロロロは機体のセンサーから得た情報を口頭でもカーティスに伝えている。
タカ派の本拠地オリンポスでの戦闘では、X-12からブレンネン・クゥラーを渡されて使用した他、X-12のコア・ファイターのミノフスキー・ドライブユニット「ファータモガーナ・フォーゲル」を発動させ、モ・カールが乗る大型MAシュヴァインと渡り合った。

#### クロスボーン・ガンダムX-11 ファータモガーナ フルクロス
『ゼーロイバー』に登場。U.C.0170年時の対シュヴァイン戦でカーティスが乗っていた機体とは別機で、木星圏で活動する対宇宙海賊のために、新規製造されたパーツに「ファータモガーナ・フォーゲル」と「フルクロス」を組み合わせ、新造した機体。U.C.0172年にて、カーティスが搭乗して「宇宙海賊ゼーロイバー」と交戦する。
搭載する「ファータモガーナ・フォーゲル」は約2年の時間経過・調整により、連続稼働時間15分、冷却時間2時間という間を置くことで、再使用可能な段階にまで至っている。機体性能は決して低くはないが、謎の海賊団が運用する最新鋭機のスフィンの前には性能差を生かせず、敗北に追い込まれる。

### X-12
『X-11』に登場する機体。
X-0のデータから再現された機体の2号機であり、木星技術との折衷案として開発された機体。デザインは木星製MS寄りで外観からはガンダムには見えず、そのためかガンダムの名は冠してないが、原型機の装備は一通り再現されている。木星共和国のタカ派である「オリンポスの下僕」によって運用され、パイロットは強化人間のイオが務める。オリンポスの下僕側からは機体名は単に「トゥエルブ」と呼称される。また、ピンク色の機体カラーの目撃者から「薄紅姫（ペイル・ルージュ）」と呼ばれることもある。U.C.0158年にロールアウトするものの、その後も微調整や新装備の開発が行われている。
武装は機体とコードで直結されたビーム収束率が高いニードル・フルーレに加え、両腕の手首部にろうそくの炎状のビームを4本発生するブランド・マーカーを内蔵、脚部の足底にはヒート・ダガーを備え、左肩部には木星製ABCマントを装備する。ニードル・フルーレはイオのフェンシング形式の戦闘スタイルに合わせた物である。また、大腿部にはゴーストガンダムのフレイム・ライフルに似た性質のブレンネン・クゥラーが格納され、火炎放射器状のビームを放ち、敵機を行動不能にすることができる。これは多数との戦闘でより効果を発揮するが、使用にはファータモガーナ・フォーゲル（後述）の発動が必要なため、単独では使えない。
背部には蛸の足のような「テンタクル・スラスター」が4本搭載されており、1本ごとに10の噴射口を持ち、フレキシブルに可動するため、推力を瞬時に変えることが可能。テンタクル・スラスター内部にはミノフスキー・ドライブユニット「ファータモガーナ・フォーゲル（蜃気楼の鳥）」が隠されている。これはオリンポスの下僕が試作した新型スラスターの一つで、収束率はファントムライトと同程度、しかも稼働時間は最大で15分しかなく、使用後は破損のためフルメンテナンスをしなければ二度と起動しないという欠点を持つ。当初はV2ガンダムと同程度の収束率を目指していたものの、現時点での完成度は目標の45%程度となった。
機体制御にはバイオ・センサーが搭載されている。名称こそバイオ・センサーだが従来の物とは別物でパイロットであるイオの肉体に張り巡らされたバイオチップと連動させることであたかも自身がMSと一体化した感覚で操作出来るシステムであり、むしろ脳波制御系のサイコミュに近いと言える。なお、イオの精神波による遠隔操作も可能。
コアブロックシステムは他のクロスボーン・ガンダムと同様に搭載されているが、前述の通りスラスター形状が異なるほか、コア・ファイター本体も機首がない非変形の宇宙専用機となっている。ただ、本体とのロック部の形状は他のクロスボーン・ガンダムと同じため、通常型コア・ファイターをドッキングすることはできる（他のクロスボーン・ガンダムに対するX-12用コア・ファイターのドッキングもできる。本編では協力関係になったイオのバイオ・センサーを封じるためにコア・ファイターを入れ替えている）。

#### X-12（U.C.0159年時）
『LOVE&PEACE』に登場。ロールアウトした直後のU.C.0159年時のX-12。背部にはまだ「テンタクル・スラスター」を装備しておらず、通常の十字型スラスターとなっている。武装は頭部バルカン砲はオミットされたが、ニードル・フルーレ以外に肩部にビーム・サーベル2本、脛部にヒート・ダガーを内蔵しており、フロントアーマーはシザー・アンカーとしての機能を持つ。ただし、使い方が分からなかったのか、イオは使用していない。

### クロスボーン・ガンダムX-13
『DUST』に登場する、ニコル・ドゥガチ専用機。
X-0のデータから再現された機体の3号機であり、量産化を目指してコストダウンされた機体である。
機体カラーはクロスボーン・ガンダムX1と同色、胸部装甲と頭部アンテナ、前腕部はX3と同形状、背部のフレキシブルスラスターユニットはX2改と同形状となっている。今の地球圏では実体弾が主体となっているため、ビーム・シールドは必要ないとしてオミットされ、実体シールドを装備している。他の武装に関してはビーム・ザンバーなどが確認できるが、内蔵武器に関しては不明である。コストダウンを行うため機体各部に精度の低い伝導パイプが露出しており、大幅なコストダウンに成功している。コアブロックシステムは引き続き採用されている。この時点でもコストが高く、量産機として生産ラインに乗せるには目標値より30%ほど高いなど、まだまだ「特注機」の範疇なため、時間を必要としている。
『X-11』では宇宙世紀0159年時には開発されていてニコルの父・カーティスが搭乗機としていたが、なまじ原型機への搭乗経験がある分、コストダウンによるスペック低下からトップクラスのパイロット相手では機体の反応が鈍く苦戦した。『DUST』の時代では一部の高性能機を除いて破格のスペックだが、そういった点では未完成の機体である。『ゼーロイバー』ではX-13のカスタム機が登場する。

#### クロスボーン・ガンダムX-13改
木星共和国で改修されたクロスボーン・ガンダムX13。地球圏に脱走したニコルのためにカーティスが送った機体である。
特に大きく改修はされておらず、今の地球圏では不要としてオミットされていたビーム・シールドが腕部に追加されている。また、他にもクロスボーン・ガンダムX2改が装備したバスター・ランチャーを装備する。

#### クロスボーン・ガンダムX-13ハーフクロス
『LOVE&PEACE』に登場。ニコル機ではなく、U.C.0159年に一部のパーツ製造を業者委託すべく地球圏の工房にデータを開示したものの、カーティスの幽閉を受けて資金回収のため裏ルートでの販売が秘密裏に行われた。データ上では6機あった内の1機を急いでフォントが回収したものがベースとなっている。頭部が船長帽のような形状になっているほか、コクピットカバー部にフリントと同系統の機関砲を搭載し、数少ない資料から再現したフルクロスの追加装甲が左肩にのみ装備されており、そこからフォントによって名称が付けられた。追加装甲は装甲よりも内蔵されたスラスターがキモで、右旋回の速度はかなり速い。
U.C.0169年にサイド4の「ネオ・コスモバビロニア」国王が開催する、娘の花婿を決めるためのMS闘技会にキュクロープスの司令アーノルド・ジルベスターを参加させるためにフォントが用意した機体であり（アーノルドの本来の乗機であるボルケーノでは武装過多でレギュレーション違反となるため）、カラーリングは貴族主義者に受けがよいであろうと言うフォントによって黒を基調にしている。

#### ゼーロイバー1 レッド・レイン
『ゼーロイバー』に登場。型式番号「MSS-01」（型式番号はゼーロイバー内での呼称）。パイロットは三姉妹の長女カレン。ゼーロイバー1、2、3共にX-13のカスタム機であり、本機は汎用型。3機の中ではあまり改良されておらず、本来の「X-13」仕様のままと言える機体。カレンの特性から射撃戦をメインとするものの、イオの戦闘用グランパスから「ウェッブライフル」を武装として受け付いだため、遠近双方の戦闘をこなせるようになった。

#### ゼーロイバー2 ブルー・ウインド
『ゼーロイバー』に登場。型式番号「MSS-02」。パイロットは三姉妹の次女アタリ。接近戦特化型。本来のクロスボーン・ガンダムの運用思想に近い機体で、接近戦を鑑みて動力パイプの露出が減らされている。背部スラスターは「X-11」仕様となっている。主武装は両腕部の「ハーフ・アンカー」。これは開けばビーム・シールド、閉じれば高出力のビーム・カッターとなり、アンカーのイカリマルの小型版といえる武装で、取り外しも可能。

#### ゼーロイバー3 シルバー・スノー
『ゼーロイバー』に登場。型式番号「MSS-03」。パイロットは三姉妹の三女モモ。ファンネル搭載型。モモの強力なニュータイプ適正から、ファンネルの実験機として造られ、頭部のマスク部にはバイオ・コンピューターの過熱状態を解消するために、冷却装置が組み込まれている。主武装のファンネルは腰部周囲の装甲に大型のものが6基搭載されており、ビーム射撃の他に、大きめのビーム・サーベルの発生も可能となっている。

### X-14
『LOVE&PEACE』に登場。型式番号JMSX-14。X-12のように木星では単に「フォーティーン」と呼ばれている。3機の試作を経て、量産に適した形態を模索した機体。X-12を基本としているがクロスボーン・ガンダムは熟練したパイロットによる接近戦仕様であり、一般パイロットでは使いこなせないと判断された原型機の装備は多くが廃止された。本機は構成パーツの大部分をバタラ系に変更され、コア・ファイターを脱出ユニットだけではなく「戦局に合わせた推進ユニットとして交換する」という仕様になっており、通常の十字型スラスターを基本に、格闘戦時はテンタクルスラスター、高速機動時はファータモガーナ・フォーゲルなど、各種装備に換装できる。総合性能としてはザンスカール帝国時代のゾロアットに匹敵している。
作中にはバスターランチャーを装備し、センサー機能が強化された「スナイパー・カスタム」が登場。スラスターはファータモガーナ・フォーゲルに換装している。タカ派の刺客としてニコルとイオが乗るグランパスを狙うものの、近接戦闘で撃破された。
『ゼーロイバー』のU.C.0172年時では、「蛇の足（セルピエンテ・タコーン）」の母艦ビッグフィッシュの搭載機や、謎の海賊団の小型MSアヌビに操縦権を奪われた機体が登場する。

## デザイン
クロスボーン・ガンダムX1からX3、フリントのデザインはカトキハジメである。ただし原案デザインは長谷川の手による。これを元にカトキがデザインラフを製作し、それを長谷川がクリンナップする形で完成している。その後、商品化の際にカトキによってリデザインされた。
カトキはデザインの際に最も重視した点として、この機体が大河原邦男がデザインしたガンダムF91と、カトキ自身がデザインしたVガンダムの間に位置すること、また設定上製造者が同じサナリィであることを考慮して、両方のガンダムから説得力のあるラインをどう導き出すかだったと回想している。
そのため脚や脛、胸部などのラインにはガンダムF91やクラスターガンダムなどの面影を色濃く残し、特徴的なスラスターもF91や同世代MSのものを発展させた、と仮定してデザインしている。また全体として見るとVガンダムやV2ガンダムと同様に丸みを帯びている部分も多い。例えばガンダムF91の様に上腕や大腿部が人間の上腕や大腿部と同様の丸みを持つ形状である。
また、両者で採用されたハードポイントシステムも採用している。なお、クロスボーン・ガンダムの特徴的な装備の一つであるA.B.C.マントは、実際には作画の手間を省く事が出来るという理由・利点もあった。